# Irene Epple
Pour les articles homonymes, voir Hess.
Irene Epple, née le 18 juin 1957 à Seeg, est une skieuse alpine allemande. Sa sœur Maria fut également skieuse alpine dans les années 1970.

## Palmarès

### Jeux olympiques d'hiver
| Épreuve / Édition   | Descente | Slalom géant | Slalom  |
| JO 1976 Innsbruck   | 10e      | 15e          | —       |
| JO 1980 Lake Placid | 19e      | Argent       | Abandon |

### Championnats du monde
| Épreuve / Édition                    | Descente | Slalom géant | Slalom  | Combiné |
| Mondiaux 1974 Saint-Moritz           | 32e      | —            | —       | —       |
| JO 1976 Innsbruck                    | 10e      | 15e          | —       | —       |
| Mondiaux 1978 Garmisch-Partenkirchen | Argent   | 4e           | —       | —       |
| JO 1980 Lake Placid                  | 19e      | Argent       | Abandon | —       |
| Mondiaux 1982 Schladming             | 8e       | 14e          | —       | 7e      |

### Coupe du monde
- Meilleur résultat au classement général : 2e en 1982
  - Vainqueur de la coupe du monde de géant en 1982
  - Vainqueur de la coupe du monde de combiné en 1982
  - 11 victoires : 1 descente, 1 super-G, 6 géants et 3 combinés
  - 44 podiums

| Année/Classement | Général | Général | Descente | Descente | Géant  | Géant  | Slalom | Slalom | Combiné | Combiné |
| Année/Classement | Class.  | Points  | Class.   | Points   | Class. | Points | Class. | Points | Class.  | Points  |
| ---------------- | ------- | ------- | -------- | -------- | ------ | ------ | ------ | ------ | ------- | ------- |
| 1973             | 41e     | 3       | -        | -        | 27e    | 3      | -      | -      | -       | -       |
| 1974             | 34e     | 2       | -        | -        | -      | -      | 27e    | 3      | -       | -       |
| 1975             | 13e     | 60      | 7e       | 30       | 13e    | 11     | 19e    | 5      | -       | -       |
| 1976             | 10e     | 73      | 6e       | 42       | 12e    | 16     | 22e    | 4      | 9e      | 11      |
| 1977             | 18e     | 49      | 7e       | 43       | -      | -      | 19e    | 2      | -       | -       |
| 1978             | 11e     | 62      | 6e       | 36       | 8e     | 30     | -      | -      | -       | -       |
| 1979             | 3e      | 189     | 5e       | 81       | 3e     | 105    | -      | -      | -       | -       |
| 1980             | 5e      | 141     | 6e       | 51       | 4e     | 83     | 31e    | 5      | 9e      | 21      |
| 1981             | 5e      | 181     | 4e       | 71       | 3e     | 78     | 42e    | 1      | 10e     | 31      |
| 1982             | 2e      | 282     | 5e       | 69       | 1re    | 120    | 20e    | 23     | 1re     | 85      |
| 1983             | 6e      | 117     | 18e      | 24       | 7e     | 65     | 38e    | 2      | 3e      | 40      |
| 1984             | 4e      | 178     | 2e       | 94       | 12e    | 33     | 34e    | 3      | 2e      | 77      |
| 1985             | 35e     | 35      | 24e      | 15       | 22e    | 20     | -      | -      | -       | -       |

| Édition / Épreuve | Descente      | Super-G   | Géant                                       | Combiné                                       | Total |
| ----------------- | ------------- | --------- | ------------------------------------------- | --------------------------------------------- | ----- |
| 1980              | -             | -         | Saalbach                                    | -                                             | 1     |
| 1981              | -             | -         | Val d'Isère                                 | -                                             | 1     |
| 1982              | -             | -         | Val d'Isère Pila Pfronten Waterville Valley | / Saalbach/Val d'Isère / Grindelwald/Pfronten | 6     |
| 1983              | -             | Verbier I | -                                           | -                                             | 1     |
| 1984              | Val d'Isère I | -         | -                                           | Val d'Isère                                   | 2     |
| Total             | 1             | 1         | 6                                           | 3                                             | 11    |

### Arlberg-Kandahar
- Meilleur résultat : 2e place dans la descente 1983-84 à Val-d'Isère